# Brenda Jones
Brenda Jones, född 17 november 1936 i Leongatha i Victoria, är en före detta australisk friidrottare.
Jones blev olympisk silvermedaljör på 800 meter vid sommarspelen 1960 i Rom.